# Swaziland i olympiska spelen
Swaziland deltog för första gången i olympiska sommarspelen 1972. Landet missade de följande två spelen, men kom tillbaka till spelen 1984 i Los Angeles och har varit med i alla sommarspel sedan dess. Landet har varit med i ett olympiskt vinterspel, 1992.
Swazilands olympiska kommitté bildades 1972. Swaziland har aldrig tagit någon medalj.

## Medaljer
| Guld | Silver | Brons | Totalt antal medaljer |
| ---- | ------ | ----- | --------------------- |
| 0    | 0      | 0     | 0                     |

| Spel                | Idrottare        | Guld | Silver | Brons | Totalt | Placering |
| München 1972        | 2                | 0    | 0      | 0     | 0      | –         |
| Montréal 1976       | Deltog inte      |      |        |       |        |           |
| Moskva 1980         | Deltog inte      |      |        |       |        |           |
| Los Angeles 1984    | 8                | 0    | 0      | 0     | 0      | –         |
| Seoul 1988          | 11               | 0    | 0      | 0     | 0      | –         |
| Barcelona 1992      | 6                | 0    | 0      | 0     | 0      | –         |
| Atlanta 1996        | 6                | 0    | 0      | 0     | 0      | –         |
| Sydney 2000         | 6                | 0    | 0      | 0     | 0      | –         |
| Aten 2004           | 3                | 0    | 0      | 0     | 0      | –         |
| Peking 2008         | 4                | 0    | 0      | 0     | 0      | –         |
| London 2012         | 3                | 0    | 0      | 0     | 0      | –         |
| Rio de Janeiro 2016 | 2                | 0    | 0      | 0     | 0      | –         |
| Tokyo 2020          | 4                | 0    | 0      | 0     | 0      | –         |
| Paris 2024          | Framtida tävling |      |        |       |        |           |
| Los Angeles 2028    | Framtida tävling |      |        |       |        |           |
| Brisbane 2032       | Framtida tävling |      |        |       |        |           |
| Totalt              | Totalt           | 0    | 0      | 0     | 0      | –         |

| Spel                | Idrottare        | Guld             | Silver           | Brons            | Totalt           | Placering        |
| Albertville 1992    | 1                | 0                | 0                | 0                | 0                | –                |
| Lillehammer 1994    | Deltog inte      |                  |                  |                  |                  |                  |
| Nagano 1998         | Deltog inte      |                  |                  |                  |                  |                  |
| Salt Lake City 2002 | Deltog inte      |                  |                  |                  |                  |                  |
| Turin 2006          | Deltog inte      |                  |                  |                  |                  |                  |
| Vancouver 2010      | Deltog inte      |                  |                  |                  |                  |                  |
| Sotji 2014          | Deltog inte      |                  |                  |                  |                  |                  |
| Pyeongchang 2018    | Deltog inte      |                  |                  |                  |                  |                  |
| Peking 2022         | Deltog inte      |                  |                  |                  |                  |                  |
| Milano–Cortina 2026 | Framtida tävling | Framtida tävling | Framtida tävling | Framtida tävling | Framtida tävling | Framtida tävling |
| Totalt              | Totalt           | 0                | 0                | 0                | 0                | –                |